# جلبرت حاج
جلبرت حاج (بالإنجليزية: Gilbert Hage) (من مواليد بيروت في لبنان عام 1966) هو مصور لبناني درس في جامعة الروح القدس - الكسليك، وهو يُدَرِّس هناك منذ عام 1990، ويُدَرِّس أيضًا في الأكاديمية اللبنانية للفنون الجميلة، يتعاون في بعض الأحيان مع المنسقة والباحثة غادة واكد زوجته، وهي ناشرة مشاركة ومحررة مشاركة مع جلال توفيق للكتب ضعيعة العرض.

## عمل
في عام 2004 قدم هنا والآن (Ici et Maintenant) وهي موسوعة مثل مجموعة من صور كبيرة الحجم للمواطنين اللبنانيين الذين تتراوح أعمارهم بين 18-30 وكلهم يتظاهرون في نفس المكان وينظرون مباشرة إلى الكاميرا.
استغل جلبرت حاج كاميرات الهواتف المحمولة لالتقاط لقطات لشق النساء في سلسلة هاتفه [أخلاقيات] التي كانت جزءًا من يؤرخ من آرل ‏ المنشور في عام 2011.
في أعقاب حرب لبنان عام 2006 وثّق حاج المباني في الضواحي الجنوبية لبيروت التي تعرضت للقصف في إطار أمامي وهائل.
في عام 2009 أنتج جلبرت حاج سلسلة من إحدى عشر مشهدًا لجبل أرارات إشارةً إلى مشاهد جبل فوجي الستة والثلاثين (هوكوساي) تصف الصور تمثيلًا للجبال الشهيرة في منازل الجالية الأرمنية في لبنان.
في عام 2018 تم اختيار جلبرت حاج ليكون جزءًا من «المكان» الذي لا يزال أول جناح وطني في لبنان برعاية هالة يونس في بينالي فينيسيا للعمارة ‏.

## المنشورات
- هنا والآن (جامعة ألبا في البلمند 2017)
- آنا وبيرثي وإيمانويل...... (ناقص العرض 2013)
- لقد كرهتك بالفعل بسبب الأكاذيب التي أخبرتك بها (ناقص العرض عام 2013)
- 242cm2 (ناقص العرض 2012)
- مع السلاسل المرفقة (ناقص العرض 2012)
- أطلال توفيق؟ مع جلال توفيق (ناقص 2010)
- عرض برلين (ناقص 2010)
- إحدى عشرة وجهة نظر حول جبل أرارات (ناقص 2009)
- هنا والآن (معرض تانيت 2005)
- بيروت (معرض أليس مغابغب 2004)
- 28 الورود (معرض أليس مغابغب 1999)

## المعارض المختارة

### المعارض الفردية
- معرض تانيت بميويخ عام 2012
- المركز الثقافي الفرنسي بيروت 2010
- الفضاء SD بيروت 2004
- معرض أليس مغابغب بيروت 2004
- معرض تانيت ميونيخ 2004
- معرض أليس مغابغب بيروت 2002
- معرض أليس مغابغب بيروت 1999

### المعارض الجماعية
- عبر الحدود، تُركز على التصوير الفوتوغرافي اللبناني برعاية طارق نحاس، معرض بيروت للفنون 2018.[9]
- المكان الذي بقي بالجناح اللبناني، بينالي فينيسيا السادس عشر للعمارة[10] عام 2018
- فنون سانتا مونيكا في برشلونة 2013
- كتارا في الدوحة 2012
- متحف فوتو في أنفرز 2012
- مترجمة الكلية الملكية للفنون في لندن 2011
- متحف سالونيك للتصوير الفوتوغرافي في سالونيك أكتوبر 2011
- لقاء آرل في آرل 2011
- بينالي الشارقة في الشارقة 2011
- الصندوق الأبيض في ميونيخ 2010
- كونستال روتردام عام 2009
- كونستهالي في فيينا 2007
- كاسا آراب في مدريد 2007
- معهد الفن المعاصر دوناوجفاروس 2007
- العربية معي متحف فيكتوريا وألبرت في لندن 2006
- خارج بيروت، الفن الحديث بأكسفورد 2006
- بيت الثقافات العالمية في برلين 2005
- السرعة الجميلة 2004
- فيديو البرازيل في ساو باولو 2003
- معرض V+A في برلين 2002

## مواقع خارجية
- الموقع الرسمي لجلبرت حاج